# 臭氧化物
无机化学中，臭氧化物指含有抗磁性角形臭氧离子（O−
3）的一类化合物，母体臭氧酸（HO3）尚未制得。碱金属、碱土金属和四甲基铵的臭氧化物均已制得，锂臭氧化物以四氨加合物形式存在。臭氧于143K通过氨时，也可得到臭氧化铵（NH4O3）。
有机臭氧化物是烯烃臭氧化反应的中间体，不大稳定，由烯烃与臭氧进行偶极加成得到，会发生重排。它们是比有机过氧化物爆炸性更强的物质。

## 无机臭氧化物
已知的臭氧化物都为离子化合物，碱土金属和碱金属的臭氧化物都有颜色，臭氧化钾呈红棕色。臭氧化钾可由钾与臭氧反应或臭氧通入氢氧化钾溶液得到，也可将臭氧通入钾的液氨溶液来制备。锂和钠的臭氧化物稳定性更低，须在低温下用CsO3作原料复分解制备，尚不能分离出纯品。
臭氧化物分解一般生成过氧化物，与二氧化碳反应的最终产物为碳酸盐和氧气，与水反应经由羟基自由基中间体，生成氧气和氢氧化物。鉴于臭氧化物在多种情况下都能生成氧气，所以作为氧的可能来源，人们已对它们进行了深入细致的研究，以期在航空和宇航工业上取得应用。
臭氧化物具爆炸性，最好于低温惰性气体保护下使用。